# Верхнє Камьє
Верхнє Ка́мьє (рос. Верхнее Камье) — село у складі Афанасьєвського району Кіровської області, Росія. Входить до складу Гордінського сільського поселення.
Населення становить 78 осіб (2010, 99 у 2002).
Національний склад станом на 2002 рік — росіяни 100 %.